# 多摩市立多摩第一小学校
多摩市立多摩第一小学校（たましりつたまだいいちしょうがっこう）は、東京都多摩市関戸三丁目にある市立小学校。

## 概要
本校は「自ら考え行動できる子」を教育目標の柱としていて、ユネスコが重点的に取り組む３つの分野のうち「持続可能な開発および持続可能なライフスタイル」への学習を通し、未来像を予測して計画を立てる力や他者と協力する態度、進んで参加する態度など、つながりを尊重する態度などを育成することを目標としている。
具体的に、生活科・総合的な学習の時間・特別活動を核とし教育活動全体で実践を行っている。

## 教育目標
多摩市立多摩第一小学校ホームページより。
※「◎」が教育目標の重点
◎自ら考え行動できる子
○健康な子
○思いやりのある子
○自ら学ぶ子

## 沿革
- 1877年、向岡学校、生蘭学校、処仁学校、陶民学校の４校が寺院を校舎としてあった。
- 1889年、町村制施行により多摩村となり、村立向岡学校、処仁、和田（兆民）学校となる。
- 1912年、村立３校を統合し多摩尋常高等小学校を設立決定、旧向岡学校、処仁学校、兆民学校を仮教場になる。
- 1913年、貝取1724番地に新校舎落成　10教室と事務所ができる　処仁は第１、兆民は第２分教場となる。
- 1941年、学制改革により多摩国民学校となる。
- 1947年、学制改革により多摩村立多摩小学校となる。分教場を分校とする。
- 1963年、第２分校は多摩村立多摩第二小学校として独立する。
- 1963年、多摩小学校が多摩村立多摩第一小学校となる。
- 1964年、関戸1522番地に新校舎落成　新校舎落成式・50周年記念式挙行 多摩町立多摩第一小学校となる。
- 1965年、第１分校は多摩町立多摩第三小学校として独立。
- 1971年、市制施行により多摩市立多摩第一小学校となる。
- 1982年、創立70周年記念式典・記念祝賀会並びに110年の資料展挙行　同窓会発足。
- 1992年、創立80周年記念祝賀会挙行。
- 2002年、創立90周年記念式典並びに記念祝賀会挙行。
- 2009年、新校舎落成式典挙行。
- 2010年、前庭・校庭竣工。
- 2012年、創立100周年記念式典並びに記念祝賀会挙行。
- 2017年、創立105周年開校記念集会。
- 2022年、創立110周年記念式典並びに記念祝賀会挙行。
- 2025年、都教科担任制等推進校　都スポーツライフ推進校指定。

## 通学区域
関戸1～5丁目、関戸6丁目（5～8番地、14番地の7、19～51番地）、連光寺1丁目（2番地、4番地）、桜ヶ丘1丁目。

## 学区内の主な施設
- 多摩市立多摩第一中学校